# Murk van Phelsum
Murk van Phelsum (waarschijnlijk Leeuwarden, 6 augustus 1732 - Sneek, 21 augustus 1779) was een Nederlands arts die in de laatste jaren van zijn leven in Sneek leefde. Het hagedissengeslacht Phelsuma (Madagaskar-daggekko's) is naar hem genoemd.
Zijn ouders waren Fekke Sikkes en Antje Murks, volgens Tresoar woonachtig te Leeuwarden. Zij trouwden volgens Tresoar in 1723 te Leeuwarden. In 1749 is zijn vader volgens Tresoar meester gortmaker te Franeker, met als vermelding dat zijn zoon er student is.
Zijn geboortedatum blijkt uit de tekst van een geboortelepel:
Murk Fekkes gebooren den 6 augusti 1732 woensdags om half een uir
Van Phelsum begon zijn studie aan de Universiteit van Franeker in 1746 volgens Album Studiosorum Academiae Franekerensis. In 1754 wordt hij in datzelfde album genoemd als med cand. In 1755 promoveert hij daar volgens Album Promotorum Academiae Franekerensis met als titel van zijn proefschrift De varis et valgis. Hij vestigde zich als arts in Bolsward en verhuisde in 1764 naar Sneek. Van Phelsum was een helmintholoog, hij bestudeerde (parasitaire) wormen. Op 13 maart 1780 werd zijn bibliotheek verkocht. Zijn overlijden wordt vermeld op een gedachtenislepel:
Murk Fekkes van Phelsen is  overleeden op saterdag de 21 aug 1779 s morgens om 6 uur oud 47 jaar en 2 weeken
In 1825 noemde de Britse zoöloog John Edward Gray een geslacht van gekko's naar Van Phelsum. De gekko's waren al eerder beschreven maar Gray was de eerste die deze geslachtsnaam gebruikte. De groep bestaat uit ruim vijftig soorten en twintig ondersoorten, die vaak prachtige kleuren hebben. Twee soorten zijn inmiddels uitgestorven.